# Setkání s Terminátorem
Setkání s Terminátorem je sedmnáctý díl druhé řady amerického televizního seriálu Teorie velkého třesku. V této epizodě hostují Summer Glau, George F. Smoot a Robert Clotworthy. Režisérem epizody je Mark Cendrowski.

## Děj
Partička jede do San Francisca, kde se má na konferenci potkat s držitelem Nobelovy ceny Georgem Smootem. Ve vlaku si všimnou, že s nimi cestuje i herečka Summer Glau, která ztvárnila terminátora T-900 v seriálu Terminátor: Příběh Sáry Connorové. Raj se napije piva a je prvním, kdo k ní přijde a pokouší se s ní navázat kontakt. Opravdu se mu to povede a oba si spolu příjemně povídají, dokud za ním nepřijde Howard a neukáže mu na obalu piva, že je nealkoholické. Zafungoval tedy placebo efekt a Raj okamžitě přestává být schopný se Summer mluvit a jeho místo zaujímá právě Howard. Ten ale zaujetí u Summer nenachází, jelikož je (jako obvykle) příliš dotěrný, a svou šanci na seznámení vzdává. Jako poslední to zkusí Leonard, ten se ale ani nestačí představit, protože vlak přijel do stanice, kde Summer vystoupila. Mezitím Sheldon přijde na to, že doma zapomněl USB disk, na kterém měl dokument, který chtěl ukázat doktoru Smootovi. Žádá tedy o pomoc Penny, která mu jej posílá mailem. Na konferenci však Sheldon dr. Smoota nezaujme a když mu nabídne spolupráci na svém výzkumu, otáže se ho, zda bere drogy.

## Obsazení
| Johnny Galecki    | Leonard Hofstadter |
| Jim Parsons       | Sheldon Cooper     |
| Kaley Cuoco       | Penny              |
| Simon Helberg     | Howard Wolowitz    |
| Kunal Nayyar      | Raj Koothrappali   |
| Summer Glau       | sebe               |
| George F. Smoot   | sebe               |
| Robert Clotworthy | hlas ve vlaku      |